# Satnija veze GMTBR
Satnija veze Gardijske motorizirane brigade je ustrojena iz istoimenih postrojbi ugašenih gardijskih brigada, i to iz 1., 2. te 4. GBR, kao i 257. bojne veze. Uz iskusne pripadnike, uglavnom sudionike Domovinskog rata, u satniji su i mladi vojnici te dočasnici i časnici

Kao i ostale samostalne satnije Gardijske motorizirane brigade, i ova ima zadaću pružati potporu brigadi u svim uvjetima. Također sudjeluju u pripremama i obuci snaga za mirovne vojne operacije, kao i u samim misijama, i to u ISAF-u i UNDOF-u. U provedbi intenzivne specijalističke obuke koriste se suvremenim komunikacijskim uređajima, što zahtijeva stalnu izobrazbu i usavršavanje. Stoga se dio pripadnika školuje u zemlji i inozemstvu.